# Muzykanci

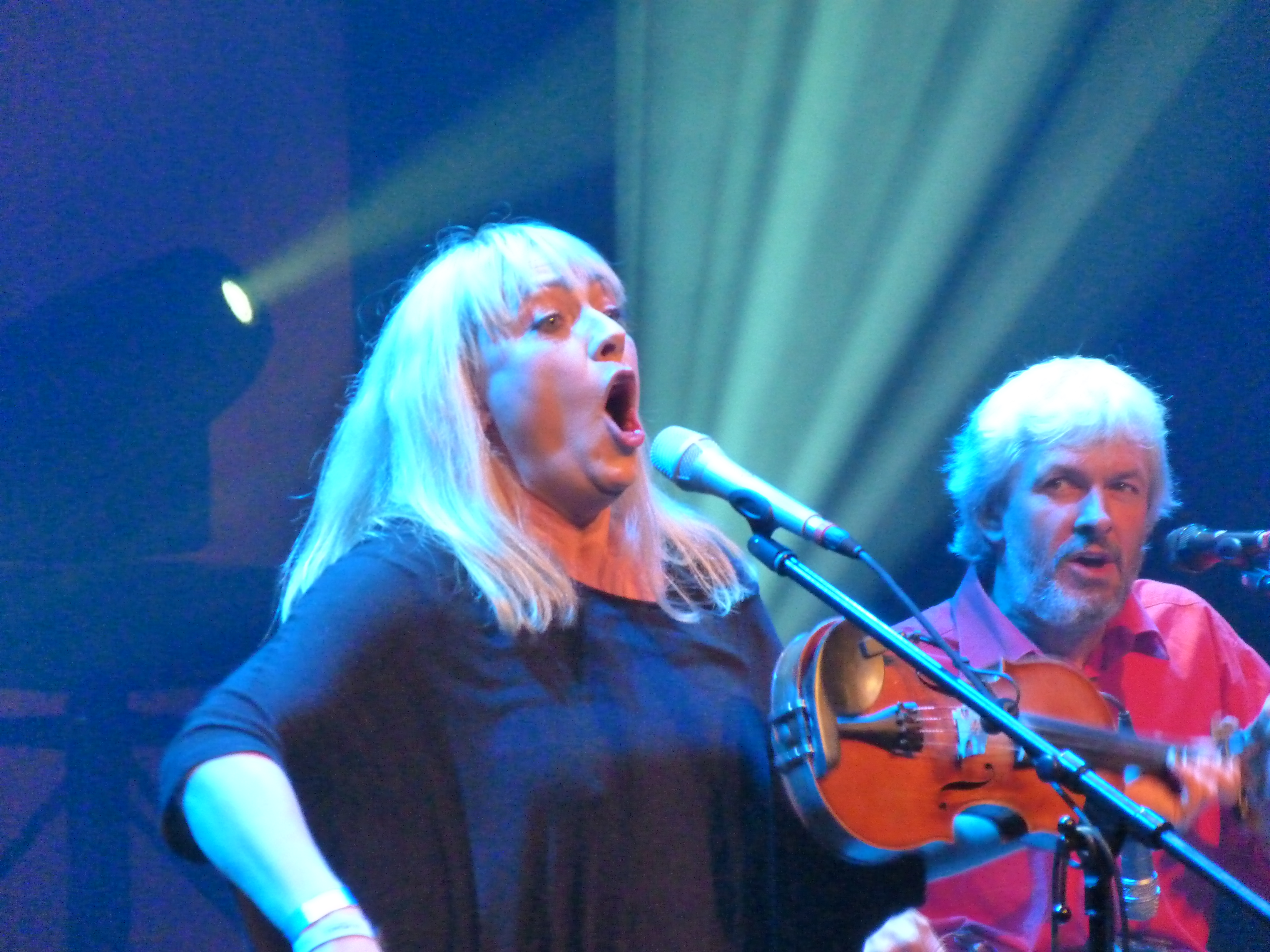
Występ Muzykantów podczas WOMEX 15 w Budapeszcie

Muzykanci – polski zespół grający muzykę etno powstały w 1997 roku.
Laureaci wielu nagród, m.in. GRAND PRIX konkursu Polskiego Radia Nowa Tradycja, GRAND PRIX festiwalu Euro Folk i tytułu Folkowy Fonogram Roku za debiutancki album „Muzykanci”. Kolejne płyty zespołu to: „A na onej górze...” – zawierająca głównie polskie ballady ludowe (zaczerpnięte m.in. ze zbiorów Oskara Kolberga), album kolędowy „Gore Gwiazda” oraz „Muzykanci i Hradistan” – nagrany w Czechach studyjno-koncertowy album z udziałem morawskiej grupy Jerzego Pavlicy. Dokonali licznych nagrań dla Polskiego Radia, Telewizji Polskiej i innych europejskich nadawców. 
Koncertują na scenach festiwali etno i world music w Polsce i na świecie; w ostatnim czasie m.in. na festiwalach: Nowa Tradycja (Warszawa), Rozstaje (Kraków), Brave Festival (Wrocław), Ethnoport (Poznań), Festiwal Rozstaje / EtnoKraków 2015, Skrzyżowanie Kultur (Warszawa), a za granicą na Budapest Folk Fest (Budapeszt), Jeonju Sori Int’l Festival (Korea), Ulsan World Music Festival (Korea), różne edycje Targów Muzycznych WOMEX oraz WOMAD Chile 2016. 
Grupa ma w repertuarze pieśni tradycyjne z niemal wszystkich zakątków Polski. inspiruje się też muzyką łemkowską, węgierską, bałkańską, cygańską i żydowską.

## Skład
- Joanna Słowińska – śpiew, skrzypce;
- Jan Słowiński – altówka, basetla, śpiew
- Stanisław Słowiński – skrzypce (od 2015)
- Jacek Hałas – śpiew, lira korbowa, akordeon, drumla
- Alicja Choromańska-Hałas – bęben obręczowy, gordon

## Dyskografia
- Muzykanci/Shtetl (promo ed.); 2015
- Hradištan & Muzykanci (album koncertowo-studyjny); 2003[4]
- Gore Gwiazda; 2002
- A na onej górze...; 2002
- Muzykanci; 1999